# Cortébert
Cortébert là một đô thị ở huyện Courtelary ở bang Bern ở Thụy Sĩ. Đô thị này có diện tích 14,75 km², dân số năm 2007 là 737 người. Đô thị này nằm ở khu vực nói tiếng Pháp Bernese Jura (Jura Bernois).